# Pantherodes conglomerata
Pantherodes conglomerata là một loài bướm đêm trong họ Geometridae.